# Podochilus gracilis
Podochilus gracilis är en orkidéart som först beskrevs av Carl Ludwig von Blume, och fick sitt nu gällande namn av John Lindley. Podochilus gracilis ingår i släktet Podochilus och familjen orkidéer. Inga underarter finns listade i Catalogue of Life.